# Wall Burg Bubenheim

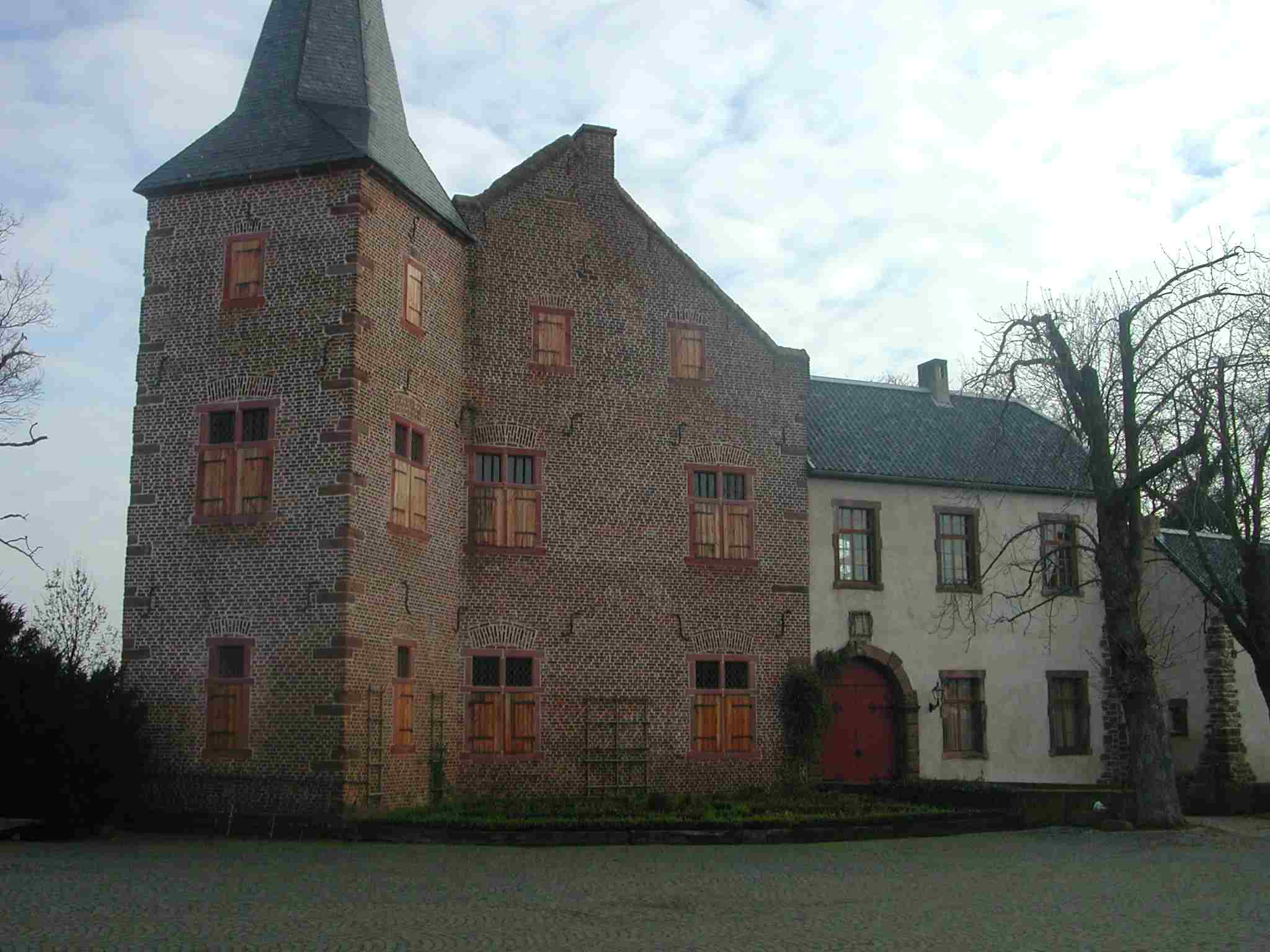
Das Burggebäude

Der Wall Burg Bubenheim befindet sich in Bubenheim bei Rommelsheim, einem Ortsteil der Gemeinde Nörvenich im Kreis Düren.
Zwischen Jakobwüllesheim und Rommelsheim liegt die Burg Bubenheim, eine ehemalige Wasserburg. An ihrer West- und Nordseite sind noch Reste eines Walles erhalten, der unmittelbar vor dem Graben lag. Er umschloss früher die ganze Burg. Die Wallbreite beträgt 11 m, die Höhe nach außen 2,00 m und nach innen zum zugeschütteten Graben hin 2,60 m.
Die Wallanlage wurde am 9. Juli 1985 in die Liste der Bodendenkmäler in Nörvenich unter Nr. 2 eingetragen.

## Quelle
- Liste der Bodendenkmäler in Nörvenich

Koordinaten: 50° 46′ 18,7″ N, 6° 33′ 2,5″ O